# Asbest (stad)
Asbest (Russisch: Асбест) is een stad in de Russische oblast Sverdlovsk op 86 kilometer ten noordoosten van Jekaterinenburg, vernoemd naar het mineraal asbest. De stad ligt geografisch gezien aan een oostelijke uitloper van het Centrale Oeralgebergte aan de rivier de Bolsjoj Reft (zijrivier van de Pysjma).

## Stedelijk district
Tot het stedelijk district Asbest, dat 796,6 km² omvat, behoren naast Asbest nog 14 plaatsen.
| Type            | Naam              | Russisch        | Inwoners       | Postcode       |
| --------------- | ----------------- | --------------- | -------------- | -------------- |
| stad            | Asbest            | Асбест          | 76.328 (2002)  | 624260-73      |
| p               | Belokammenny      | Белокаменный    | 2.300          | 624282         |
| p               | Iljinski          | Ильинский       |                | 624260         |
| p               | Izoemroed         | Изумруд         | 1.329 (2002)   | 624287         |
| p               | Kommoenalny       | Коммунальный    |                | 624260         |
| p               | Krasnoarmejski    | Красноармейский |                | 624260         |
| p               | Lesozavod         | Лесозавод       |                | 624260         |
| pgt             | (imeni) Malysjeva | им. Малышева    | 10.121 (2002)  | 624286         |
| p               | Novo-Kirpitsjny   | Ново-Кирпичный  |                | 624260         |
| p               | Novookoenevo      | Новоокунево     |                | 624260         |
| p               | Osinovka          | Осиновка        |                | 624260         |
| p               | Starokirpitsjny   | Старокирпичный  |                | 624260         |
| p               | Starookoenevo     | Староокунево    |                | 624260         |
| p               | Tsjapajeva        | Чапаева         |                | 624286         |
| p               | Sjamejski         | Шамейский       |                | 624286         |
| Totaal inwoners | Totaal inwoners   | Totaal inwoners | 108.204 (2002) | 108.204 (2002) |

Tot 1995 maakte ook de plaats Reftinski onderdeel uit van het stedelijk district, maar vormt sindsdien een apart stedelijk district.

## Geschiedenis

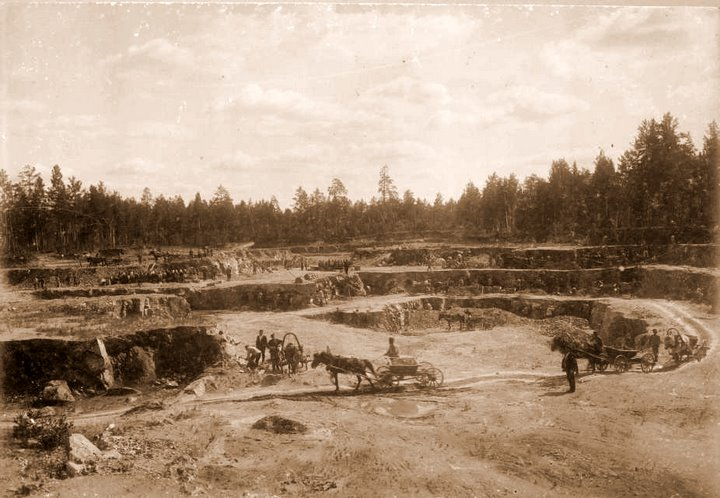
Bazjenovskogo-ertslaag rond 1900

De plaats ontstond in 1889 als de nederzetting Koedelka bij de start van het delven van de grootste chrysotiele (witte) asbestertslaag van Rusland: de Bazjenovskogo-ertslaag, die in 1885 werd ontdekt. Kammenaja Koedelka (Koedelkasteen) is de benaming voor asbest in de volksmond. In 1897 werd er de eerste asbestverrijkingsfabriek van Rusland geopend. Deze fabriek produceerde ongeveer 85% van al het asbest van Rusland en 13% van de wereld. Vervolgens ontstonden nog enkele mijnen en in 1904 werden de eerste smalspoorlijnen naar de mijnen aangelegd. In de jaren daarop verschenen meer spoorlijnen en wegen. Tegen 1917 waren er vier bedrijven actief op de ertslaag, die vervolgens allemaal werden genationaliseerd door de sovjets in 1918. In 1922 werden de asbestmijnen uit de regios Bazjenovski, Nevjanski en Rezjevski (en later ook Alapajevski) verenigd onder het staatsbedrijf Oeralasbest. Vanaf toen werd begonnen met de systematische delving van asbest uit de Bazjenovskogo-ertslaag. In 1923 werd de volispolkom (uitvoerend comité van de volost) Asbest omgevormd naar een arbeidersnederzettingsraad onder jurisdictie van het district Belojarski. In 1931 werd de asbestindustrie onder jurisdictie van het volkscommissariaat voor zware industrie geplaatst. Op 10 juni van dat jaar werd de arbeidersnederzetting Asbest als onafhankelijk district onder jurisdictie geplaatst van de oblispolkom (uitvoeringscommissie van de oblastraad van afgevaardigden voor arbeid) van de oblast Oeral en op 20 juni 1933 kreeg de plaats de status van stad onder jurisdictie van de oblast.
In 1936 kreeg de plaats een spoorwegstation. In 1938 had Oeralasbest 4 mijnen en 4 verrijkingsfabrieken. In de oorlog, in 1942, werd de fabriek OeralATI opgericht, waar sindsdien asbestproducten worden gemaakt. In 1950 kreeg Asbest het enige Instituut voor Asbestindustrie van de Sovjet-Unie. De asbestproductie werd verder opgevoerd na de oorlog in verband met een grotere vraag door de industrie. In 1958 werd hoofdasbestproducent Canada hiermee voorbijgestreefd en in 1969 werd fabriek nr. 6 er gebouwd, de grootste asbestverrijkingsfabriek ter wereld. In 1971 overschreed het aantal inwoners van de stad inclusief omliggende onder jurisdictie staande plaatsen de 100.000 inwoners. In 1997 kreeg de stad een nieuwe wegverbinding met de plaats Belojarski ten zuiden ervan.

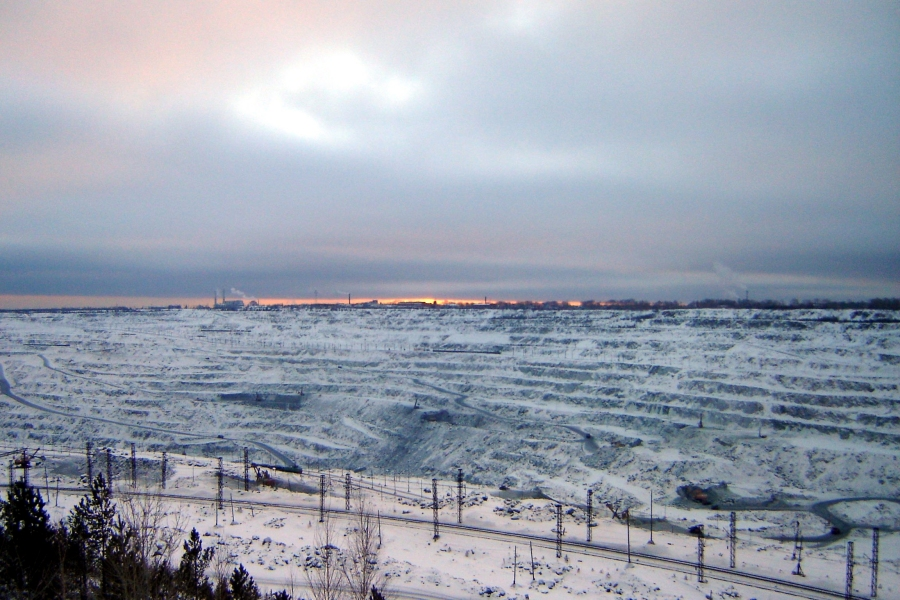
Gezicht op de dagbouwmijn van Oeralasbest in de winter

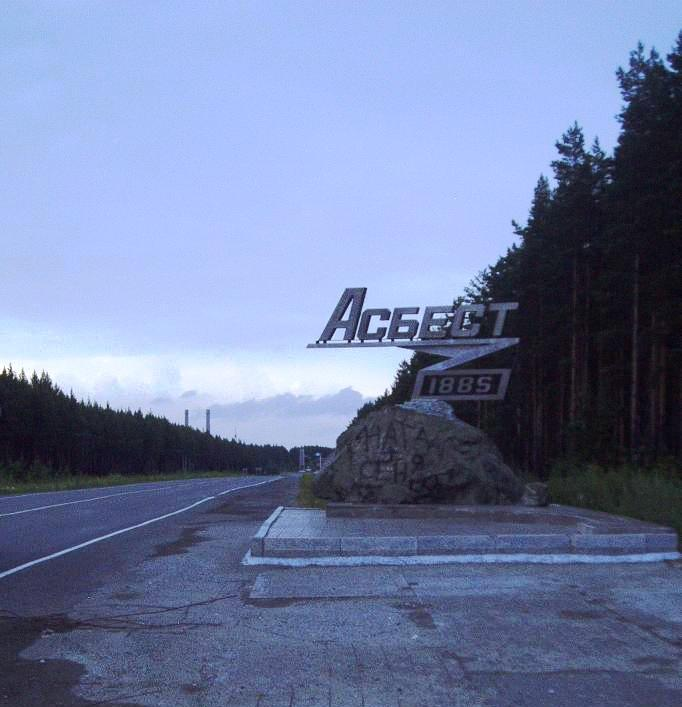
Stadsaanduiding bij de ingang naar de stad vanaf Belojarski

## Economie
De Bazjenovskogo-ertslaag is de grootste asbestlaag van Rusland. De asbestmijn (dagbouw) is 11,5 kilometer lang, 1,8 kilometer breed, bijna 300 meter diep en beslaat zo een oppervlakte van ongeveer 90 km². De ruim 10.000 werknemers van Oeralasbest delven hier jaarlijks meer dan 500.000 ton chrysotiele asbest. Momenteel is Oeralsbest, dat uit 19 fabrieken en werkplaatsen bestaat, de grootste producent van asbest ter wereld en in 2003 stond Rusland met een jaarlijkse productie van 870.000 ton ver bovenaan de lijst van asbestproducenten, waarvan toen 60% in Rusland werd afgezet. Oeralasbest is hierdoor ook een van de felste tegenstanders van beperkingen in het gebruik van asbest, zoals de wetgeving van de Europese Unie, die decreteert dat elke vorm van asbest vanaf 2005 verboden is in de EU in verband met het risico op een aantal kankervarianten door mensen die in contact komen met losse deeltjes van het mineraal. De asbestindustrie is van groot belang voor de stad, daar 10% van de bevolking er werkt en 70% van de gezinnen er iemand heeft werken. Het wordt daarom soms ook wel een voorbeeld van een monogorod genoemd.
In 2007 werd door Oeralasbest in samenwerking met de SUAL Groep begonnen met de bouw van een grote magnesiumfabriek in de stad.
Andere fabrieken in Asbest zijn OeralATI, Zaretsjny, Asbostroj, een kippenfabriek (Asbestovskaja) en een fabriek voor gewapend beton. In Asbest worden onder meer asbest, bakstenen, porselein, meubels, en metaalconstructies geproduceerd.

## Demografie
| 1926  | 1939   | 1959   | 1970   | 1979   | 1989   | 2002   |
| ----- | ------ | ------ | ------ | ------ | ------ | ------ |
| 7.600 | 30.000 | 62.800 | 75.500 | 78.700 | 84.470 | 76.329 |

## Onderwijs, cultuur en sport
Tot de onderwijsinrichtingen in de stad behoren onder andere een aantal muziekscholen, een kunstschool, olympische school, het asbestindustrie-instituut, vakscholen en hogescholen voor mijnbouw en economie. In Asbest bevinden zich ook een geologisch museum en een museum voor lokale geschiedenis en het Oeralasbeststadion met 10.000 plaatsen.

## Geboren
- Ilja Markov (1972), atleet
- Dmitri Valerjevitsj Oetkin (1970-2023), legerleider/oprichter Wagnergroep